# Direzione generale per gli italiani all'estero e le politiche migratorie
La Direzione generale per gli italiani all'estero e le politiche migratorie (DGIEPM) è una delle nove direzioni generali in cui si articola la struttura del Ministero degli Affari Esteri. Nell'attuale ripartizione delle funzioni e competenze tra gli uffici del Ministero, la DGIEPM è articolata in due anime: una che tratta i vari aspetti che concernono la vita degli italiani all'estero, e una che si occupa dei visti e delle politiche migratorie. L'attuale Direttore generale è il Ministro plenipotenziario Luigi Maria Vignali, in carica dal 5 maggio 2017.

## Storia

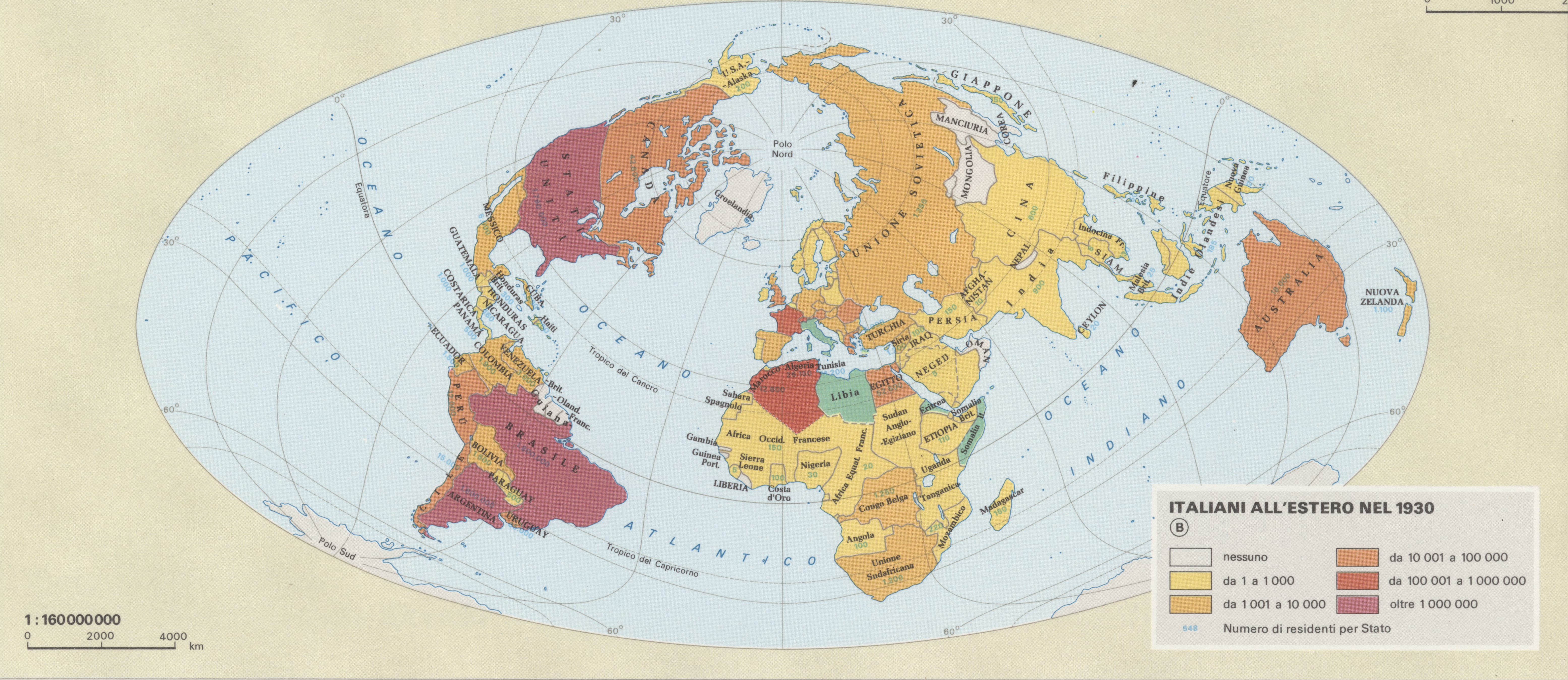
Italiani nel mondo negli anni 30 del XX secolo

Viene istituita nel 1927 la "Direzione generale degli italiani all'estero" presso il Ministero degli Affari Esteri con il RD 628/1927, facendo seguito alla soppressione del Commissariato generale dell'emigrazione, nato nel 1901. Ha il compito di sovrintendere ai flussi migratori verso l'estero, tutelare i connazionali all'estero, fornire assistenza a coloro che intendono emigrare e/o rimpatriare, occuparsi delle pratiche di mobilitazione e del servizio di nulla osta per il rilascio dei passaporti. Nel 1929, in seguito alla fusione con la "Direzione generale scuole italiane all'estero", diventa "Direzione degli italiani all'estero e scuole" assumendo anche la gestione dei Fasci italiani all'estero, le organizzazioni giovanili fasciste presenti negli altri paesi.
Il 26 dicembre 1946 diventa "Direzione generale dell'emigrazione e degli affari sociali" con il compito di stipulare accordi internazionali concernenti l'emigrazione e il lavoro, la previdenza e l'assistenza sociale (in collegamento col Ministero del lavoro e della previdenza sociale) nonché la vigilanza sui servizi di tutela e di collocamento degli emigranti e la gestione e la supervisione di tutti gli aspetti e le problematiche attinenti alla situazione e la condizione degli italiani che lavoravano nei paesi esteri.
Nel secondo dopoguerra si è occupata di firmare accordi bilaterali con quattordici nazioni del mondo al fine di stabilire le modalità relative al collocamento, in questi Stati, del surplus della manodopera italiana (stimata in 4 milioni di unità nel marzo 1949 i quali costano 400 miliardi di lire in termini di oneri sociali).
Presso tale struttura nel 1984 (e fino al 2000) è collocata l'Unità di crisi.

Italiani nel mondo agli inizi degli anni 80 del XX secolo

Con il DPR 267/99 ha assunto la denominazione di "Direzione generale per gli italiani all'estero e le politiche migratorie".
Le aree tematiche attualmente di competenza della DGIEPM, rispondendo alle nuove esigenze della politica estera, riflettono la riorganizzazione del Ministero degli Esteri contenuta nel decreto del presidente della Repubblica 19 maggio 2010, n. 95. che dà attuazione alle norme della legge 133/2008 le quali impongono la riduzione degli assetti organizzativi delle amministrazioni centrali dello Stato. Con la riforma del 2010 è stata abbandonata la precedente distinzione, in vigore dal 2001, tra Direzioni Generali con competenze geografiche e direzioni generali con competenze tematiche, ed è stata adottata, invece, in analogia a quanto avviene nei Ministeri degli Esteri dei principali altri Paesi europei, una nuova articolazione fondata su un numero più ridotto di Direzioni Generali divise per macroaree tematiche, coincidenti con le aree di priorità della politica estera: Affari politici e sicurezza, Mondializzazione e questioni globali, Promozione del sistema Paese, Unione europea, Direzione generale per gli italiani all'estero e le politiche migratorie e Direzione generale per la cooperazione allo sviluppo.

## Organizzazione
A capo della Direzione generale per gli italiani all'estero e le politiche migratorie, così come delle altre direzioni generali del Ministero Affari Esteri, vi è un direttore generale.
La Direzione generale per gli italiani all'estero e le politiche migratorie (DGIEPM) si articola in sette uffici.

### Uffici
Le competenze dei sette uffici in cui si articola la DGIEPM sono le seguenti.
Ufficio I: promozione, coordinamento ed indirizzo delle politiche per gli italiani all'estero;
Ufficio II: promozione linguistica e culturale in favore degli italiani all'estero.
Ufficio III: cittadinanza, stato civile e navigazione.
Ufficio IV: protezione e assistenza degli italiani all'estero, sottrazione internazionale di minori, cooperazione giudiziaria internazionale.
Ufficio V: servizi consolari inerenti l'anagrafe e il voto all'estero.
Ufficio VI: visti d'ingresso in Italia e nello Spazio Schengen.
Ufficio VII: cooperazione bilaterale e multilaterale in campo migratorio, protezione internazionale ed adozioni internazionali.

### Direttori centrali
La riforma del 2010, pur non creando direzioni centrali, ha previsto l'istituzione della figura del direttore centrale che svolge le funzioni di vicario del direttore generale e coordina l'attività degli uffici di propria competenza. All'interno della DGIEPM sono istituiti due direttori centrali.

## Fonti
ciseionline.it